# Димковське сільське поселення
Ди́мковське сільське поселення (рос. Дымковское сельское поселение) — муніципальне утворення у складі Ішимського району Тюменської області, Росія.
Адміністративний центр — присілок Мезенка.

## Населення
Населення — 1916 осіб (2020; 1980 у 2018, 1987 у 2010, 1872 у 2002).

## Склад
До складу поселення входять такі населені пункти:
| Населений пункт       | Населення, осіб (2002) | Населення, осіб (2010) |
| --------------------- | ---------------------- | ---------------------- |
| Єршово, село          | 406                    | 397                    |
| Малоудалово, присілок | 223                    | 249                    |
| Мезенка, присілок     | 453                    | 435                    |
| Нерпино, присілок     | 334                    | 278                    |
| Роз'їзд №37, селище   | 100                    | 120                    |
| Таловка, присілок     | 356                    | 508                    |